# Frederic de Hoffmann
Frederic de Hoffmann, né à Vienne le 8 juillet 1924 et mort à La Jolla le 4 octobre 1989, est un physicien nucléaire qui a travaillé au sein du Projet Manhattan.
Il immigre aux États-Unis en 1941 et sort d'Harvard en 1944. Il est alors envoyé au laboratoire national de Los Alamos où il travaille à la mise au point la première bombe atomique. Il retourne à Harvard et soutient sa thèse en 1948 auprès de Julian Schwinger. Il revient ensuite à Los Alamos et travaille auprès d'Edward Teller au développement de la bombe H.
Après son départ de Los Alamos, Hoffmann travaille avec Hans Bethe et Silvan Schweber à la rédaction d'un livre intitulé Mesons and Fields et devient président du comité des relecteurs senior (chairman of the Committee of Senior Reviewers) de la Commission de l'énergie atomique des États-Unis.
Frederic de Hoffmann était un grand partisan de l'utilisation civile du nucléaire. En 1955, il entre à General Dynamics. John Jay Hopkins le choisit la même année pour fonder General Atomics et en être le premier président,. L'objectif de cette organisation est à l'époque la réalisation, et la vente sur le marché, de réacteurs nucléaires servant à produire de l'énergie. À la fin des années 1950, il organise le projet Orion, qui a pour objectif de concevoir des vaisseaux spatiaux propulsés par des bombes atomiques.
Il aide à la fondation du campus de San Diego de l'université de Californie.
En 1970, Hoffmann rejoint le Salk Institute for Biological Studies et en assure la présidence pendant 18 ans. Il est également le Président-Directeur Général de Salk Institute Biotechnologie-Industry Associates Inc..
Il meurt en 1989 des suites du SIDA qu'il avait contracté en 1984 par transfusion sanguine lors d'une opération.